# Donaugeschichten
Donaugeschichten (auch Donaug’schichten) ist eine österreichische Fernsehserie, die von 1965 bis 1970 im Österreichischen Fernsehen und in der ARD ausgestrahlt wurde. Dies war die erste Fernsehserie für Willy Millowitsch.

## Handlung
Willy Müller ist Bankdirektor in der Stadt Krems. Neben seiner Arbeit betätigt er sich als Hobbykoch. Immer wieder schlittert er zusammen mit seiner Tochter in den einen oder anderen Kriminalfall, der dann mit Hilfe des Polizeirates Pichler, dem späteren Schwiegersohn von Willy Müller, gelöst wird. In der zweiten Staffel wird er Direktor bei der Spedition Lampe in Wien, auch hier kann er das Lösen von Kriminalfällen zum Leidwesen seines Geschäftsführers Herrn Lampe nicht lassen.

## Episoden

### Staffel 1
1. W. M. und der Engel (1965)
2. W. M. und die Presse (1965)
3. W. M. und der Kapitän (1965)
4. W. M. und die Brennnessel (1965)
5. W. M. und die Sehnsucht (1965)
6. W. M. und die 23 Fenster (1965)
7. W. M. und die Wiener Luft (1966)
8. W. M. und die kleinen Gauner (1966)
9. W. M. und die Masern (1966)
10. W. M. und das Theater (1966)
11. W. M. und die Diplomatie (1966)
12. W. M. und der fremde Gast (1966)
13. W. M. und die Ölquelle (1966)

### Staffel 2
1. Gänseleber für Donaueschingen (1968)
2. Übermorgen in Krems (1968)
3. Slibowitz in Regensburg (1968)
4. Falscher Ton aus Bratislava (1968)
5. Geschäfte mit Passau (1968)
6. Hannibal vor Wien (1968)
7. Ausflug in die Wachau (1969)
8. Bleikristall aus Böhmen (1969)
9. Dynamos für Orschowa (1969)
10. Kongress in Mamaia (1969)
11. Die Straße nach Budapest (1969)
12. Der Kaiser vom Yspertal (1969)
13. Orangen aus Belgrad (1970)

## Wissenswertes
- 1964 begannen die Dreharbeiten zu der ersten Staffel in Österreich, genauer gesagt in Krems und in Wien. Am 7. Oktober 1965 startete Donaugeschichten mit der Folge W. M. und der Engel nach 19:00 Uhr im WWF, im Regionalprogramm der ARD. Bis zum 14. Juli 1966 wurden alle 13 Folgen mit Erfolg ausgestrahlt.
- Die Krimiserie kam so gut bei den Fernsehzuschauern an, dass 1967 eine zweite Staffel gedreht wurde, die zwischen 1968 und 1969 ebenfalls im Regionalprogramm der ARD ausgestrahlt wurde, und in der auch der Schauspieler Theo Lingen mitwirkte.
- Nachdem Donaugeschichten für Jahrzehnte von der Bildfläche verschwand und drohte, für immer zu verschwinden, da die Produktionsfirma im Begriff war, diese zu entsorgen, gelang es der Firma Pidax im letzten Moment, diese zu retten und zu restaurieren. 2011 brachte Pidax die Serie auf DVD heraus.
- Willy Millowitsch gefiel der Name Egon Huberding, der als Name für den Bankdirektor vorgesehen war, ganz und gar nicht, und so änderte er ihn im Einverständnis mit den Machern der Serie in Willi Müller um. So hat das Kürzel W. M., das in jeder Episode der Serie gemeinsam mit den Folgentiteln der ersten Staffel auftaucht, nicht ohne Grund dieselben Initialen wie die des Volksschauspielers Willy Millowitsch.